# Thiago Amaral
Thiago Aires do Amaral (Porto Alegre, 16 de junho de 1984) é um ator brasileiro mais conhecido por interpretar Fred em Cúmplices de um Resgate. 

## Biografia
Thiago Aires do Amaral, nasceu na cidade de Porto Alegre no Rio Grande do Sul, em 16 de junho de 1984.
Em 1998, começou a fazer teatro aos 14 anos de idade em sua cidade natal, como matéria opcional no colégio.
Em 2001, recebeu o prêmio de "Melhor Ator" em um festival de teatro estudantil.
Em 2003, ingressou na Faculdade de Arte da Universidade Federal do Rio Grande do Sul (UFRGS). Nesse período, começou a aproximação com a televisão através da primeira campanha publicitária. Em seguida, atuou na minissérie de televisão "Segredos", veiculada pelo canal português RTP, e nos curtas-metragens "No Elevador" e "De Corpo Presente". E participou, ainda, do longa-metragem "Meu Tio Matou Um Cara", dirigido por Jorge Furtado.
Em agosto de 2007, foi aprovado na Oficina de Atores da Rede Globo e participou de diversos programas da emissora, como em "Dicas de um Sedutor", "Casos e Acasos", e nas telenovelas "Ciranda de Pedra" e "A Favorita". Entre as suas participações destacou-se na minissérie "Capitu", dirigida por Luiz Fernando Carvalho.
Em 2009, viveu o personagem Hanschen, um dos protagonistas, no musical "O Despertar da Primavera" da Broadway, dirigido pela dupla Charles Möeller e Claudio Botelho. 

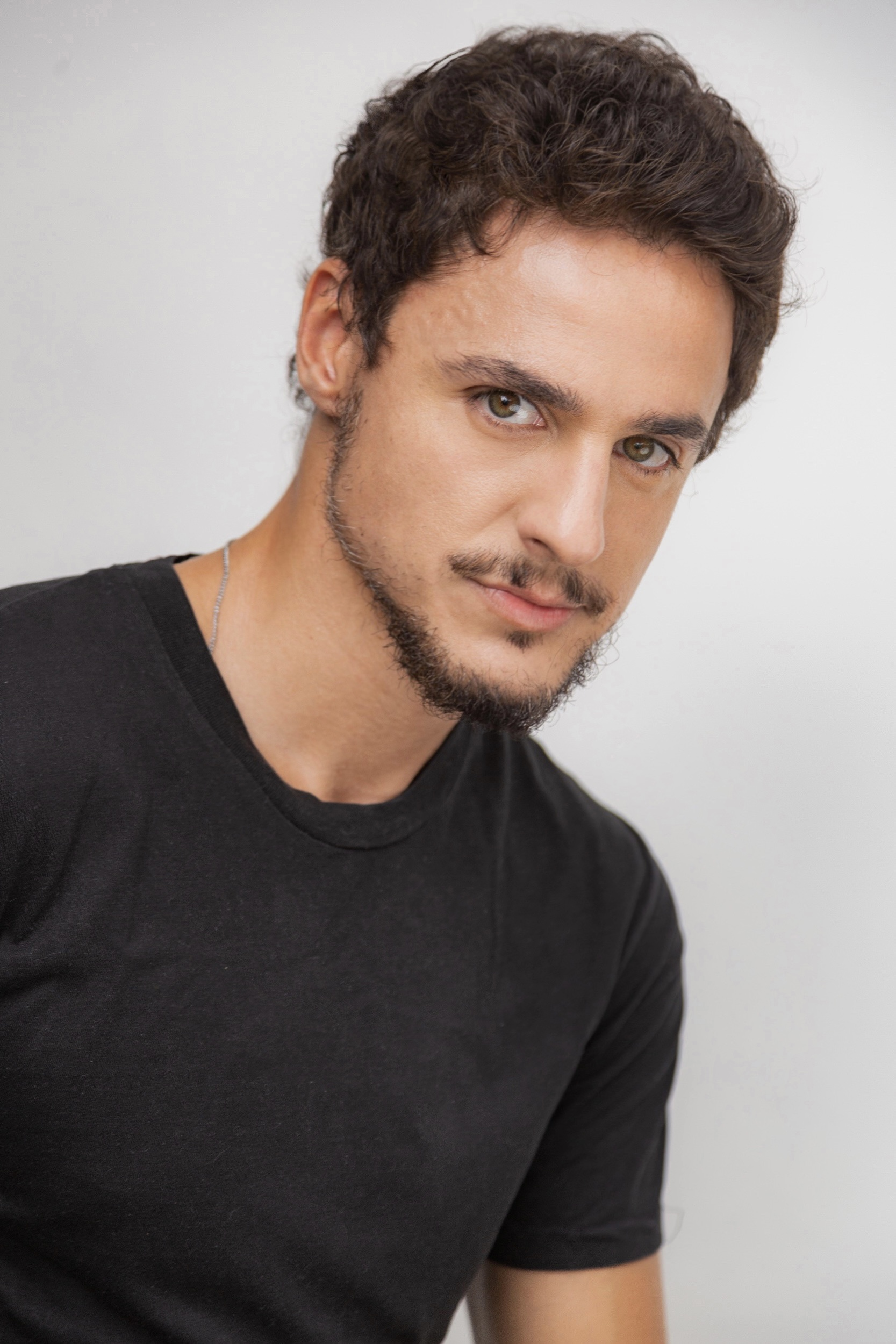
Thiago Amaral em 2022.

Em 2011, fez uma participação em "Fina Estampa", novela da Rede Globo. Na sequência, na TV Record, foi um dos principais personagens de antagonismo da segunda temporada da novela "Rebelde Brasil", ao interpretar o rico estudante estadunidense-brasileiro Miguel Zimer, com traços suspeitos de psicopata. Neste mesmo ano, atuou na série brasileira "Preamar", exibida pelo canal pago HBO Brasil.
Em 2013, esteve no elenco da novela "Sangue Bom", na Rede Globo.  
Em 2015-2016 se destacou ao interpretar o divertido e atrapalhado Frederico, na novela "Cúmplices de um Resgate" do SBT, com esse papel ele foi indicado na categoria de Melhor Ator ao Prêmio Teen Brasileiro 2016.
Em janeiro de 2017, estreou o musical infantil "Branca de Neve e Zangado", interpretando dois personagens, o Espelho da Rainha Má e o Príncipe. A peça ficou em cartaz, no Teatro Frei Caneca na cidade de São Paulo, até 26 de Março de 2017.
Em 2019, participou da série "Pico da Neblina" na HBO Brasil. Ainda no mesmo ano, o ator foi o professor de dança de salão Wesley na novela de Cristianne Fridman, intitulada de "Amor Sem Igual" na TV Record. 
Em 2021, o ator recebeu o convite para viver o personagem Jasper no épico bíblico Gênesis exibido na TV Record.
Em março de 2022, se destacou na primeira fase de Reis, A Decepção, exibida na TV Record no personagem Micael. Ainda em 2022, o ator voltou na quinta temporada, A Perseguição, como neto do seu primeiro personagem, interpretando o valente Benaia.

## Vida Pessoal
Thiago Amaral é casado com a atriz Ohana Homem. Em outubro de 2017, nasceu a filha do casal, Ellora Homem Amaral.

## Filmografia

### Televisão
| Ano  | Título                  | Personagem                                      | Emissora    |
| ---- | ----------------------- | ----------------------------------------------- | ----------- |
| 2006 | Dicas de um Sedutor     | Vitor                                           | Rede Globo  |
| 2008 | Ciranda de Pedra        | Participação                                    | Rede Globo  |
| 2008 | A Favorita              | Participação                                    | Rede Globo  |
| 2008 | Casos e Acasos          | André (Episódio "A prova, A namorada e A isca") | Rede Globo  |
| 2010 | Na Forma da Lei         | Bandido                                         | Rede Globo  |
| 2011 | Lara com Z              | Elenco Macbeth                                  | Rede Globo  |
| 2012 | Fina Estampa            | Participação                                    | Rede Globo  |
| 2012 | Preamar                 | Pepete                                          | HBO Brasil  |
| 2012 | Rebelde                 | Miguel Zimer                                    | Rede Record |
| 2013 | Lado a Lado             | Gustavo Nóbrega de Medeiros                     | Rede Globo  |
| 2013 | Sangue Bom              | Caio Ferreti                                    | Rede Globo  |
| 2015 | As Canalhas             | Caio (Episódio "Karen")                         | GNT         |
| 2015 | Cúmplices de um Resgate | Frederico "Pierre" Pereira (Fred)               | SBT         |
| 2019 | Pico da Neblina         | Participação (Segundo Capítulo)                 | HBO Brasil  |
| 2019 | Amor sem Igual          | Wesley                                          | RecordTV    |
| 2021 | Gênesis                 | Jasper                                          | RecordTV    |
| 2022 | Reis                    | Micael                                          | RecordTV    |
| 2022 | Reis                    | Benaia                                          | RecordTV    |
| 2023 | Reis                    |                                                 | RecordTV    |

### Cinema
| Ano  | Título                         | Personagem | Notas                                                      |
| ---- | ------------------------------ | ---------- | ---------------------------------------------------------- |
| 2004 | De Corpo Presente              | Capanga    | Prêmio RBS Histórias Curtas - Melhor Episódio Voto Popular |
| 2004 | Meu tio matou um cara          | —          | Figuração                                                  |
| 2014 | Somos aquilos que fomos um dia | —          | Curta-metragem                                             |
| 2019 | Eu Sou Mais Eu                 | Fábio      | —                                                          |

### Teatro
| Teatro | Teatro                               | Teatro             | Teatro                                                           | Teatro |
| Ano    | Título                               | Papel              | Notas                                                            | Ref    |
| ------ | ------------------------------------ | ------------------ | ---------------------------------------------------------------- | ------ |
| 2004   | A casa de Cinderela                  | Príncipe Felipe    |                                                                  |        |
| 2004   | Zona Contaminada                     | Mr. Nostálgio      |                                                                  |        |
| 2009   | O Despertar da Primavera (o musical) | Hanschen           | Líder de indicações ao Prêmio Shell de Teatro em 2010            | [ 18 ] |
| 2017   | Branca de Neve e Zangado - Musical   | Espelho e Príncipe | Branca de Neve ressurge nos palcos em adaptação bem diferenciada | [ 19 ] |

## Prêmios e indicações
| Ano  | Prêmio                  | Categoria         | Trabalho                | Resultado | Ref |
| ---- | ----------------------- | ----------------- | ----------------------- | --------- | --- |
| 2016 | Prêmio Jovem Brasileiro | Melhor Ator Jovem | Cúmplices de um Resgate | Indicado  |     |